# Sông Kỳ Cùng
Sông Kỳ Cùng är ett vattendrag i Kina, på gränsen till Vietnam. Det ligger i den autonoma regionen Guangxi, i den södra delen av landet, omkring 160 kilometer väster om regionhuvudstaden Nanning.
Genomsnittlig årsnederbörd är 1 843 millimeter. Den regnigaste månaden är augusti, med i genomsnitt 366 mm nederbörd, och den torraste är februari, med 26 mm nederbörd.